# Dominique Lebrun
Dominique Julien Claude Marie Lebrun (ur. 10 października 1957 w Rouen) – francuski duchowny katolicki, arcybiskup metropolita Rouen i prymas Normandii od 2015.

## Życiorys
Święcenia kapłańskie otrzymał 9 czerwca 1984 i został inkardynowany do diecezji Saint-Denis. Był m.in. duszpasterzem młodzieży, ojcem duchownym Papieskiego Seminarium Francuskiego w Rzymie oraz proboszczem parafii katedralnej.
28 czerwca 2006 papież Benedykt XVI mianował go ordynariuszem diecezji Saint-Étienne. Sakry biskupiej udzielił mu 9 września 2006 kardynał Philippe Barbarin.
10 lipca 2015 papież Franciszek mianował go arcybiskupem metropolitą Rouen, który tradycyjnie nosi tytuł prymasa Normandii.